# Яглич Володимир Володимирович
Володимир Володимирович Яглич (рос. Влади́мир Влади́мирович Я́глыч, нар. 14 січня 1983) — російський театральний і кіноактор.

## Біографія
Володимир Яглич народився 14 січня 1983 року в Москві. Закінчив у 2004 р. ВТУ ім. Щукіна (ТІ ім. Щукіна), курс Є. В. Князєва.
У 2003 р. дебютував у кіно декількома помітними ролями — лейтенант Малютін у військовій стрічці «На безіменній висоті». У тому ж році Володимир Яглич знявся в картині «Моя Пречистенка», де зіграв Сергія — сина князя і покоївки.
У 2005—2010 рр. був одружений з актрисою Світланою Ходченковою.
У 2015 році почав зустрічатися з Антоніною Паперною (нар. 1990), дочкою українських акторів Ольги Сумської та Євгена Паперного. 28 липня 2017 року у ЗМІ з'явилися повідомлення про народження у пари доньки (нар. 2018). Дівчинку назвали Єва. 29 січня 2020 року оголосили про другу вагітність. 22 квітня 2020 року стали батьками вдруге, у пари народився син Данило.

## Нагороди
Нагороджений Дипломом гільдії режисерів і педагогів з пластики за номер «Матриця» клас-концерту кафедри пластичної виразності актора і визнаний одним з десяти найперспективніших артистів-випускників (випуск 2004 р.) серед театральних ВНЗ Москви.

## Фільмографія
- 2003 Моя Пречистенка — Сергій Дьомін
- 2003 Антикілер 2: Антитерор — Ім'я персонажа не вказано
- 2004 На безіменній висоті — Льоша Малютін, лейтенант
- 2005 Не родись красивою — Леонід
- 2005 Карусель — Толік
- 2005 Примадонна — Ім'я персонажа не вказано
- 2005 Полювання на асфальті — Решетніков
- 2005 Зірка епохи — комсорг
- 2005 Дві долі 2 — Казаков, однокурсник Петра
- 2005 Дві долі 3 — Казаков, однокашник Петра
- 2006 Солдати 9 — рядовий Грачов
- 2006 Солдати 10 — рядовий Грачов
- 2007 Право на щастя — Ім'я персонажа не вказано
- 2008 Ми з майбутнього — Олег Васильєв, «Череп»
- 2008 Козаки-розбійники — Льоха
- 2008 Одного разу в провінції — Ім'я персонажа не вказано
- 2009 Смерш — Михась
- 2009 Принцеса і жебрачка — Дмитро
- 2009 Я покажу тобі Москву — «Сибіряк»
- 2009 Кохання — не те, що здається — Павло
- 2009 Правила угону — Ім'я персонажа не вказано
- 2010 Ми з майбутнього 2 — Олег Васильєв, «Череп»
- 2010 Небо у вогні — Василь Астахов
- 2011 Сім травневих днів — Ім'я персонажа не вказано
- 2010 Ніч завдовжки в життя — Степан Лобов
- 2010 Долі загадкове завтра — Костянтин Ілліч Гаєв
- 2011 Відкрийте, це я — «Гарік»
- 2011 Печалі-радості Надії — Валерій
- 2011 Тільки ти — Андрій[1]
- 2011 П'ять наречених — Михайло Ломакін
- 2012 Під прикриттям — Олег Рєзвов, «Рєзвий»
- 2012 Моя велика сім'я — Єгор
- 2012 Луч на повороті — «Диня»
- 2012 Квиток на Vegas — Діма
- 2013 Операція «Ляльковод» — Іван Корольов, майор ФСБ
- 2014 Катерина - Потьомкін